# Pista de Remo y Canotaje Virgilio Uribe
Pista de Remo y Canotaje Virgilio Uribe es un recinto deportivo en la Ciudad de México donde se celebraron las competencias de remo y de canotaje de los Juegos Olímpicos de México 1968.

## Historia
Previo a su edificación existían dudas sobre si se contaría con una instalación adecuada para remo y canotaje en los juegos olímpicos ya fuera por lo inadecuado o por la lejanía de las villas olímpicas. Tal logro se había conseguido sólo hasta Tokio 1964 aunque la Federación Internacional de Remo tuvo que hacerle adecuaciones. 
Dicha institución a través de su presidente Thomas Keller reconoció lo ideal de la pista así como sus condiciones y el tiempo récord en el que fue construido denominándolo el «canal del milagro». Su construcción abarcó del 23 de enero de 1967 a julio de 1968 y su diseño corrió a cargo de Ignacio Escamilla, Raúl González y Alfonso Múgica de la Secretaría de Obras Públicas del gobierno de México y su construcción por el Departamento del Distrito Federal. A diferencia de las justas olímpicas anteriores, la pista se hizo artificial lo que evitó las corrientes subacuáticas y oleajes. Se eligió la ubicación del canal de Cuemanco en Xochimilco ya que el lugar se usaba con anterioridad por clubes de remo y canotaje pero los cálculos de costos y construcción llevaron a elegir otro sitio. Dicha locación pertenecía a ejidatarios quienes negociaron con el gobierno de México. El 19 de diciembre de 1966 el Comité Organizador Olímpico anunció la nueva locación y que no se conectaría con los canales de Xochimilco. Durante seis meses se drenó el agua de la nueva instalación hacia el canal de Cuemanco. Los edificios de la pista se completaron en septiembre de 1967.
El 15 de octubre de 1967 se realizó la primera competencia de remo en esta instalación como parte de la III Competencia Deportiva Internacional quedando probada su funcionalidad. El 1 de septiembre de 1968 Díaz Ordaz anunció que la pista homenajearía a Virgilio Uribe. Fue inaugurada el 13 de septiembre de 1968 por el entonces presidente Gustavo Díaz Ordaz como el Canal Olímpico para Remo y Canotaje Virgilio Uribe.
Estuvo en funcionamiento para los Juegos Olímpicos de México 1968 del 12 de septiembre al 25 de octubre.

## Características
Tiene una superficie total de 600 mil metros cuadrados y una longitud de 2.2 kilómetros, un ancho de 125 metros y una profundidad de 2 metros. Tiene marcas para quienes compiten a los 500, 1000, 1500 y 2000 metros. Tiene un edificio de cuatro pisos que alojó en los juegos servicios sanitarios y bodega en el primer piso, en el segundo se alojó a los camarógrafos de televisión, en el tercero jueces de competencia y el cuarto para relojes de competencia. 
A un costado se colocó un canal adicional de entrenamiento de 1080 metros y de 30 metros de ancho. Se construyó además un tablero en una isleta que quedó entre el canal principal y el de entrenamiento.
Cuenta con 2100 asientos aunque para los juegos se instalaron otras 2000 bancas temporales.